# Ker Baillie Hamilton

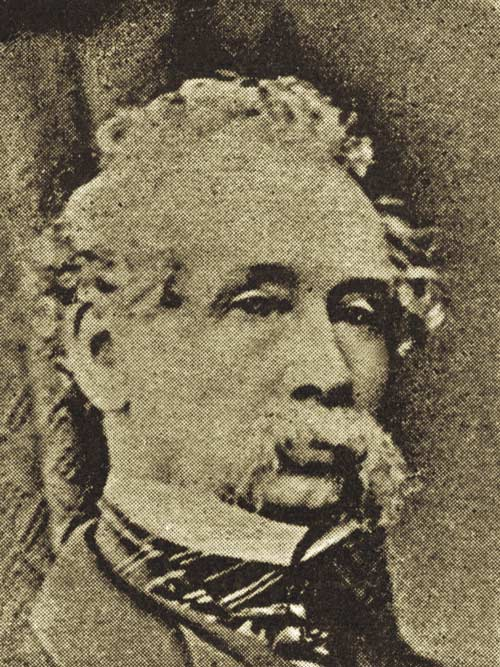
Ker Baillie Hamilton (1804-1889)

Ker Baillie Hamilton; (13 de julio de 1804- 6 de febrero de 1889); Hamilton fue educado en la universidad Militar Real Woolwich donde se inició en la carrera militar, yendo a las Islas Mauricio y en el Cabo de Buena Esperanza. En 1846 se convirtió en Teniente de Gobernador de Granada. En 1852 Hamilton fue designado gobernador de Terranova. Se opuso a la idea del gobierno inglés de conceder autonomía local al país, lo que logró impedir. La oficina colonial lo transfirió rápidamente y fue puesto en la Gobernación de Antigua y Barbuda, y de las Islas de Sotavento, cargo que desempeñó desde 1855 a 1863.
| Predecesor: Carlo Joseph Doyle          | Teniente de Gobernador de Granada 1846-1853   | Sucesor: Robert William Keate      |
| Predecesor: Sir John Gaspard LeMerchant | Gobernador del Labrador y Terranova 1852-1855 | Sucesor: Sir Charles Henry Darling |
| Predecesor: Robert James Mackintosh     | Gobernador de Antigua y Barbuda 1855-1863     | Sucesor: Sir Stephen John Hill     |

- Datos: Q940889